# Laudato si’
Laudato si’ (с лат. — «Хвала Тебе») — вторая энциклика папы римского Франциска, опубликованная 18 июня 2015 года и посвящённая проблемам экологии и защите окружающей среды.

## Основные положения
Энциклика посвящена проблемам экологии, взаимоотношения человечества и природы, устойчивого развития человечества в гармонии с окружающим миром.
Какова цель, ради которой мы пришли в эту жизнь? Ради чего мы трудимся и боремся? Почему эта земля нуждается в нас? Если мы не будем ставить эти основополагающие вопросы, я не думаю, что наши заботы об экологии смогут привести к существенным результатам
Название энциклики происходит от воззвания «Laudato si’, mi’ Signore» святого Франциска Ассизского, который в своём «Гимне творениям» говорил, что земля — наш общий дом. Святой Франциск, в честь которого папа взял своё имя, часто упоминается в энциклике, папа Франциск считает его образцом того, как «неотделимы друг от друга забота о природе, справедливость по отношению к бедным, сознательная позиция в обществе и внутренний мир». В энциклике упоминаются также святой Бенедикт Нурсийский, святая Тереза из Лизьё и блаженный Шарль Эжен де Фуко.
Главные темы энциклики, проходящие через все её разделы: связь между бедностью и уязвимостью живой природы; критика идей и форм власти, поддерживающих прогресс за счёт окружающей среды; размышления о человеческом смысле экологии; необходимость поиска новых путей развития человечества в гармонии с окружающим миром.
Энциклика начинается воззванием «Laudato si’», а завершается двумя молитвами: первая предназначена для всех, кто верит в Бога-Творца, а вторая — для тех, кто исповедует веру в Иисуса Христа, и она также перемежается воззванием «Laudato si’».

## Содержание
Энциклика состоит из шести глав:
1. Что происходит с нашим домом
В главе рассматриваются последние научные достижения, а также современное состояние экологического кризиса. Папа особенно выделяет три аспекта: изменения климата, вопрос воды и защиту биоразнообразия. В главе также речь идёт об «экологическом долге», который папа понимает, как большую ответственность развитых стран за защиту природы и помощь менее развитым странам в рамках международного сотрудничества.
2. Евангелие творения
В этой главе приводятся библейские цитаты и общие представления иудео-христианской традиции о том, что человек сотворён не как абсолютный господин мира, а как существо, ответственное за то, чтобы «возделывать и хранить» сад мира.
Необходимо осознание вселенской общности: сотворённые одним и тем же Отцом, все мы, существа Вселенной, объединены невидимыми узами и образуем своего рода вселенскую семью … любое жестокое обращение по отношению к любому существу противоречит человеческому достоинству. &89—92
3. Человеческие корни экологического кризиса
В третьей главе папа размышляет о причинах, приведших человечество к экологическому кризису. Хотя Франциск с благодарностью признаёт вклад учёных в улучшение условий жизни, он тем не менее жёстко критикует логику технократического владычества, которая с помощью современных технологий приводит к уничтожению живой природы и эксплуатации людей и наиболее уязвимых народов. Также критике подвергается чрезмерный антропоцентризм. Папа размышляет в этой главе о ценности труда и пределах научного прогресса.
4. Интегральная экология
Выход из ситуации папа Франциск видит в том, что он называет «интегральной экологией», которая включала бы в себя человеческие и социальные аспекты.
Анализ экологических проблем неотделим от анализа человеческих, семейных, трудовых, городских контекстов и от отношений каждого человека с самим собой, поскольку это не два отдельных кризиса, один экологический и другой социальный, но единый и сложный социально-экологический кризис. &139
5. Некоторые линии ориентации и действия
В этой главе рассматривается вопрос о том, что мы можем и должны сделать. Франциск критикует современное состояние международного сотрудничества по экологическим темам:
Международные встречи на высшем уровне последних лет, посвящённые проблемам окружающей среды, не оправдали ожиданий, потому что, из-за отсутствия политического решения, не были достигнуты действительно значимые и эффективные глобальные экологические соглашения. &166
Выход он видит в развитии справедливых и прозрачных процессов принятия решений властями для того, чтобы общество могло понять, какие политические меры и бизнес-инициативы приведут к гармоничному развитию, а какие лишь ухудшат современное печальное состояние.
6. Экологическое воспитание и духовность
Речь в главе идёт не только про экологическое образование населения, хотя и признаётся его важность, но и про изменение образа жизни, что могло бы оказать «здоровое давление» на власть имущих. Примером может служить ситуация, когда выбор потребителей изменяет поведение фирм-производителей и заставляет их учитывать экологические вопросы.

## Отзывы
Энциклика была положительно воспринята среди защитников окружающей среды. Её появление приветствовали генеральный секретарь ООН Пан Ги Мун, президент Всемирного банка, ответственные за программы по защите природы под эгидой ООН.
Положительный отзыв об энциклике оставил Константинопольский Патриарх Варфоломей I, который заявил: «Борьбу с изменениями климата нельзя вести индивидуально. Эта проблема требует внимания и действий всего человечества, в особенности богатых регионов нашей планеты. В беседе с нашим дорогим братом Папой Франциском мы согласились в том, сколь важно то, что над этой темой работают Церкви Востока и Запада». Генерал ордена францисканцев Майкл Перри призвал всех не просто прочитать новую энциклику, но и внимательно изучить её, потому что, по его мнению, документ говорит о будущем планеты, о том, как в свете христианского учения мы можем изменить нынешнюю ситуацию. Также появление энциклики приветствовали Всемирный совет церквей и ряд протестантских организаций.
Журналист Джон Аллен, специализирующийся на анализе современной Католической церкви, высказал мнение, что энциклике суждено войти в историю как поворотный момент, когда защита окружающей среды заняла почетное место в одном ряду с достоинством человеческой жизни и экономической справедливостью в качестве краеугольного камня католического социального учения.
Когда Папа Франциск прибыл в Манилу в январе 2015 года, кардиналом Луисом Антонио Тагле было запущено Глобальное католическое климатическое движение, название которого в 2021 году было изменено на Движение Laudato Si', чтобы лучше отражать его миссию. 